# Traianopoli
Traianopoli (in greco Τραϊανούπολη?) è un ex-comune della Grecia nella periferia della Macedonia orientale e Tracia di 3 335 abitanti secondo i dati del censimento 2001.
È stato soppresso a seguito della riforma amministrativa detta Programma Callicrate in vigore dal gennaio 2011 ed è ora compreso nel comune di Alessandropoli.
Città romana, fu capitale della provincia di Rodope.

## Località
Traianopoli è divisa nelle seguenti comunità (i nomi dei villaggi tra partentesi):
- Antheia (Antheia, Aristino)
- Doriko (Doriko, Aetochori)
- Loutros (Loutros, Loutra Traianoupoleos, Pefka)
- Nipsa